# Мітрідат III

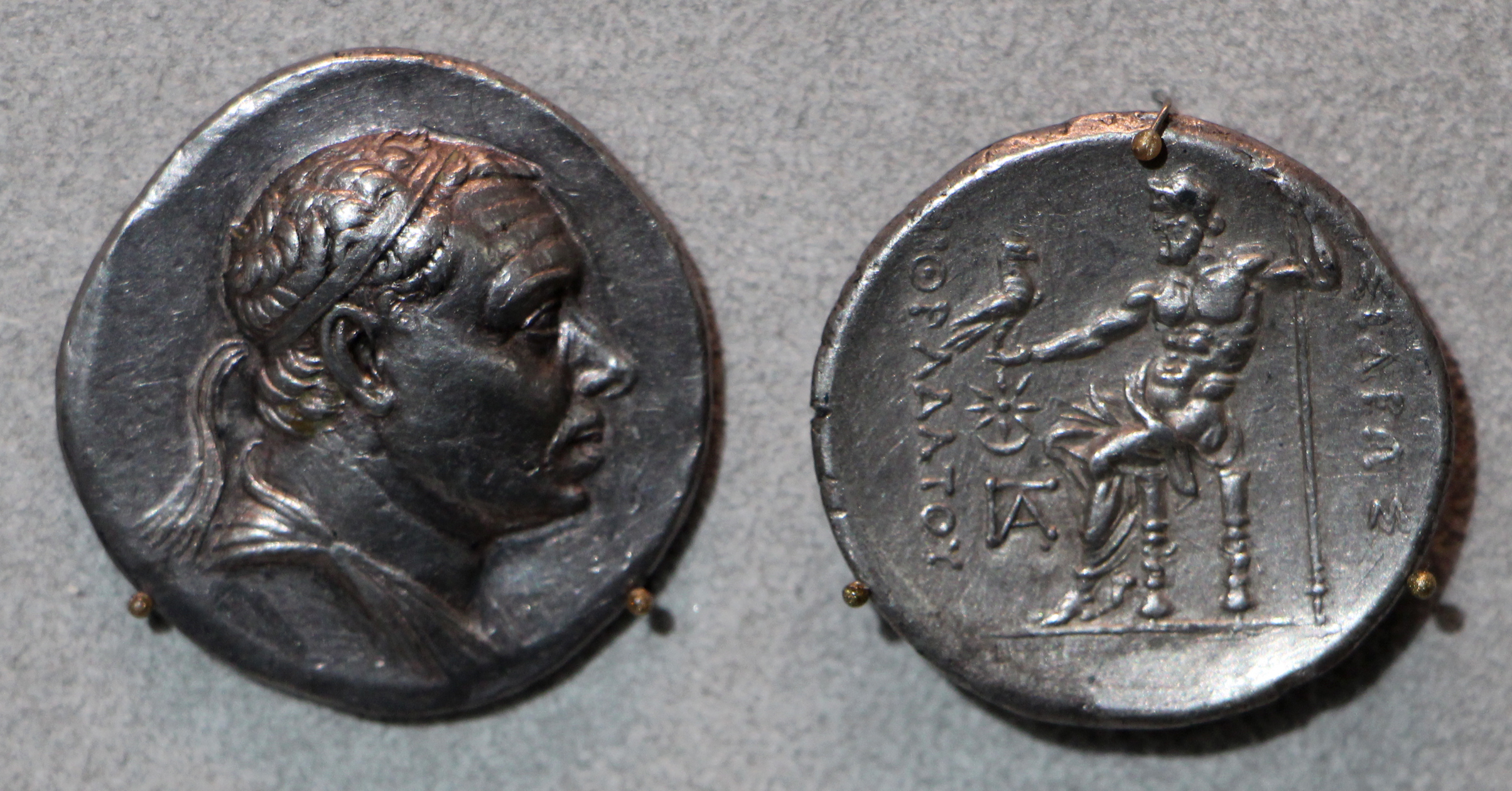
Tetradrachm di Mithridates III of Pontus

Мітрідат III (грецьк. Mιθριδάτης, 220 — 190 роки до н. е.) — четвертий цар Понту, наступник свого батька Мітрідата II.
Деякі дослідники вважають, що перший військовий конфлікт між Синопою і Понтом відбувся уже за правління Мітрідата III, а не його батька Мітрідата II. Така військова акція органічно вписується в русло політики, яку проводив Мітрідат III, відносно грецьких полісів Центральної і Східної Анатолії, спрямованої на майже повне їх підкорення царській владі. Окрім цього про його правління майже нічого не відомо, окрім двох серій його срібних монет:
- Тетрадрахма: голова царя в діадемі повернута вправо — Зевс Етафор, що сидить на троні. В лівій руці тримає скіпетр, в правій — орла, під ним зірка і півмісяць. Під троном і справа від Зевса містяться монограми.
- Драхма: зображення ті ж.

Це перші монети з портретним зображенням царя Понту. Особливу цікавість викликає поява на них Зевса і зірки з півмісяцем. Відомо, що Зевса в Понті вшановували поряд із Ахура-Маздою як верховного бога царства і династії, а його культ вважався офіційним. А відтак, монети з портретом царя і Зевса можуть свідчити про вплив царської пропаганди в результаті внутрішньої стабілізації в державі і посилення позицій царської династії. Таким чином є підстави вважати, що при Мітрідаті III роль і значення царської влади в Понті значно зросли.
Деякі вчені, намагаючись розшифрувати монограми, припускають, що Мітрідат III був одружений із Лаодикою, яку жителі Аміса поставили головним монетним магістратом міста. Якщо це так, то можна констатувати, що Мітрідат III продовжував політику батька у відносинах із Селевкідами, намагаючись пов'язати себе з ними династичними шлюбами.